# Władysław Lech Terlecki
Władysław Lech Terlecki est un écrivain et scénariste polonais né le 18 mai 1933 à Częstochowa et mort le 3 mai 1999 à Varsovie, auteur de romans et de nouvelles, de pièces radiophoniques, d'œuvres dramatiques et cinématographiques, et de scénarios. Auteur de nombreux ouvrages sur l'Insurrection de Janvier.

## Biographie
Il fait ses débuts en 1953 dans l'hebdomadaire catholique Dziś i Jutro, qui soutient les actions des autorités communistes (il est également rédacteur en chef de cet hebdomadaire). De 1954 à 1958, il est rédacteur de l'Wrocławski Tygodnik Katolików, publié par l'Association PAX des catholiques collaborant avec les autorités communistes. De 1958 à 1968, il est rédacteur de la section prose du bihebdomadaire Współczesność. À partir de 1967, il est pendant un certain temps rédacteur littéraire à Polskie Radio.
Dans les années 1970, il collabore officieusement avec Radio Free Europe. En 1972, il reçoit le prix littéraire de la fondation Kościelski. Il est membre de l'Association des écrivains polonais et membre fondateur de l'Association des employés de Radio Free Europe à Varsovie.
À partir de 1956, il vit à Komorów, près de Pruszków. Dans les années 1960, il entretient des contacts réguliers avec Maria Dąbrowska. Après la mort de celle-ci, en vertu de son testament, il devient l'une des personnes chargées de gérer l'héritage de l'écrivaine.
Il est enterré au cimetière militaire de Powązki (section C23-4-3).